# 950

## Esdeveniments
- El duc de Bohèmia i Otó I signen la pau.
- Es calcula que la població mundial assoleix els 250 milions.
- Primera menció documentada d'Addrup
- Es fa el document més antic que es conserva en els arxius dels Països Baixos, en el qual Otó I concedeix drets a un vassall seu.[1]

## Naixements
- Reizei, emperador del Japó
- Eric el Roig

## Necrològiques
- Al-Farabi, filòsof persa
- Sunyer I, comte de Barcelona, Girona i Osona.